# لاس (نویسنده)
لوئیزا آصلانیان (اصلانیان) (به ارمنی: Լուիզա Ասլանյան) با نام ادبی لاس (به ارمنی: ԼԱՍ)؛ زادهٔ ۱۹۰۶ - درگذشته ۱۹۴۵) نویسندهٔ ارمنی-فرانسوی بود.

## زندگی‌نامه
وی در شهر تبریز به دنیا آمد و در همان‌جا نیز تحصیل نمود. در سال ۱۹۲۳ به پاریس نقل مکان نمود. وی یکی از کنشگران مقاومت فرانسه بود و در سال ۱۹۴۴ به همراه شوهرش، آرپیار آصلانیان دستگیر شد و به وسیلهٔ نازی‌ها به اردوگاه برده شده و در سال ۱۹۴۵ در دوره کشته شد. بسیاری از دستنوشته‌ها و دفترچه خاطرات او به وسیلهٔ نازی ضبط گردید.